# Wilhelm (książę Meklemburgii-Schwerinu)
Wilhelm (ur. 5 marca 1827 w Ludwigslust, zm. 28 lipca 1879 w Heidelbergu) – książę Meklemburgii-Schwerinu, pruski oficer.

## Życiorys
Książę Wilhelm był trzecim dzieckiem, a drugim synem wielkiego księcia Pawła Fryderyka i Aleksandry Pruskiej, córki Fryderyka Wilhelma III, króla Prus i jego żony, królowej Luizy Pruskiej. Był oficerem w armii pruskiej. Nie miał dobrej reputacji. W berlińskich kręgach znany był jako hazardzista. Miał przydomek „Książę Sznaps”.

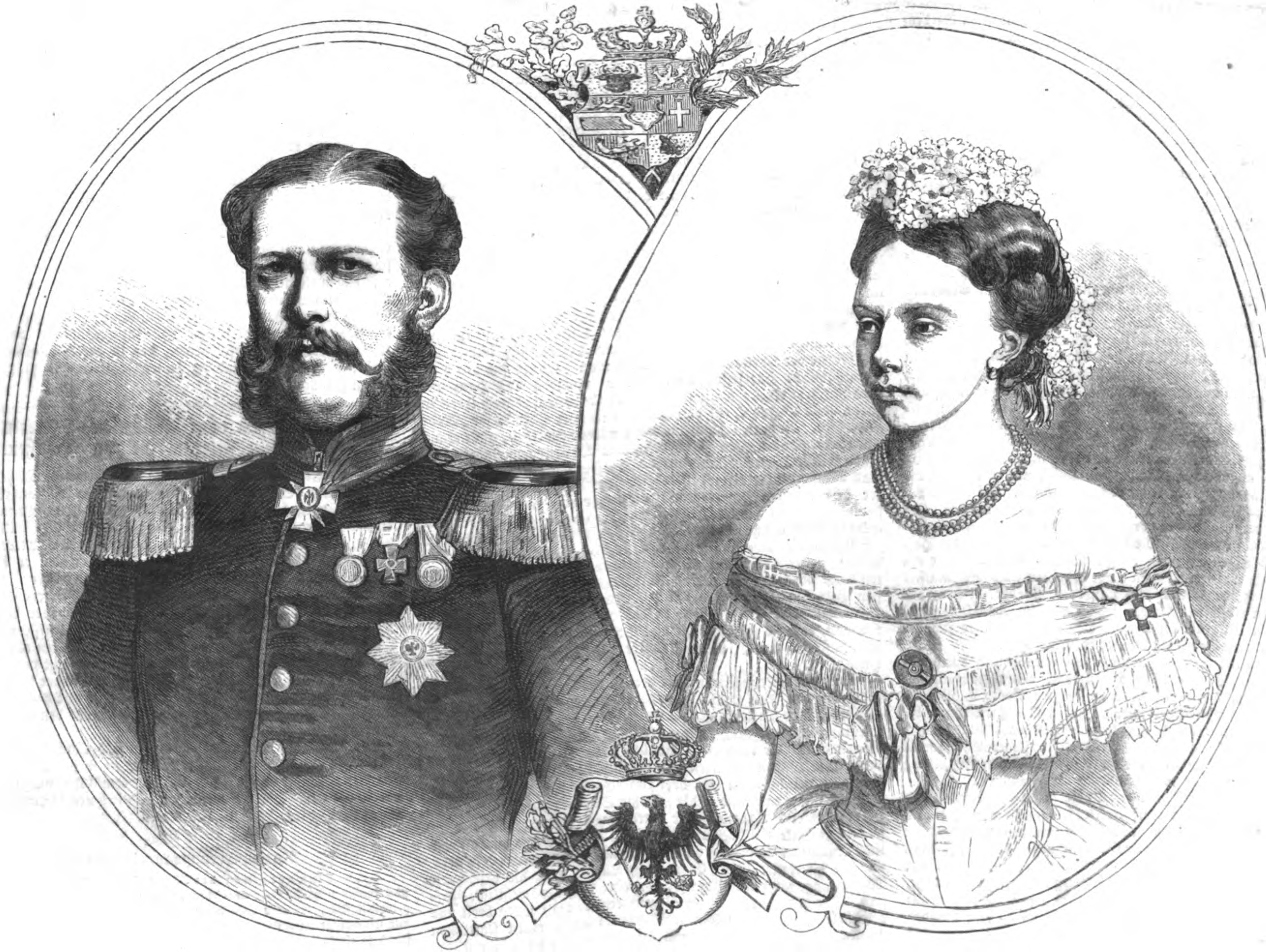
Książę Wilhelm i księżna Aleksandra

Ukończył gimnazjum w Dreźnie. Studiował. Nie miał jednak głowy do nauki. Bardziej interesowały go rozrywka i alkohol. W 1865 w Berlinie poślubił księżniczkę Fryderykę Wilhelminę Luizę Aleksandrę Pruską (1842–1906), córkę księcia pruskiego Albrechta Hohenzollerna (1809–1872) i niderlandzkiej królewny Marianny Orańskiej. Miał wówczas 38 lat i był 15 lat starszy od swojej żony. Małżeństwo nie było szczęśliwe. Notoryczny gracz, pijak i kobieciarz nie był dobrą partią dla młodej kobiety. Para doczekała się tylko jednej córki, urodzonej trzy lata po ślubie Charlotty. Została ona wydana za księcia Reuss-Köstritz Henryka XVIII, a po jego śmierci wyszła za Roberta Schmidta.
W czasie wojny austriacko-pruskiej dowodził w randze generała-majora oddziałem brygady lekkiej kawalerii, a podczas wojny francusko-pruskiej jako generał-porucznik 6 dywizją kawalerii. 9 września 1870 został ranny w trakcie walk o Laon we Francji. W 1875 roku został zwolniony ze służby czynnej. Zmarł 28 lipca 1879 w trakcie operacji w Heidelbergu. Został pochowany w katedrze w Schwerinie.

## Odznaczenia
Do 1878 roku książę Wilhelm był posiadaczem następujących odznaczeń:
- Order Świętego Andrzeja Apostoła Pierwszego Powołania
- Order Świętego Aleksandra Newskiego
- Order Orła Białego (Rosja)
- Order Świętej Anny
- Order Leopolda (Austria)
- Order Orła Czarnego
- Order Orła Czerwonego
- Saski Ernestyński Order Domowy
- Pour le Mérite
- Krzyż Żelazny
- Order Świętego Jerzego
- Krzyż Zasługi Wojskowej